# Miroslav Stöhr
Miroslav Stöhr (4. července 1859 Vamberk – 6. srpna 1929 Praha-Královské Vinohrady) byl český architekt. Realizoval celou řadu budov, především v Praze, postavených v historizujícím slohu.

## Život
Narodil se ve Vamberku do rodiny tamního barvíře Jana Stöhra (psáno též Štera) a jeho manželky Marie, roz. Fridrichové. Vystudoval stavitelství a architekturu. Roku 1886 se v Praze oženil s Blankou Červinkovou. Roku 1891 si otevřel vlastní projekční kancelář na Smíchově. Rovněž ve své prodejně na Smíchově a posléze také v Lazarské ul. 3 (dům Domácnost) prodával litinová kamna a topidla, mj. amerických značek.
Na konci 19. století si v Černošicích nechal podle vlastního návrhu postavit letní dům, tzv. Stöhrovu vilu.
Zemřel 6. srpna 1929 ve Státní nemocnici v Praze na Královských Vinohradech na zánět močového měchýře a ledvin. Pohřben byl na Olšanských hřbitovech.

## Dílo (výběr)
- Projekt Nového židovského hřbitova na Olšanech, Praha-Olšany (1890, s arch. Bedřichem Munzbergerem)[5]
- Pavilony na Jubilejní zemské výstavě, Výstaviště, Praha (1891)
- Smíchovská aréna, Smíchov (dřevostavba, 1891, zbořeno 1938)[6]
- Nájemní dům, Dlouhá 11, Praha-Staré Město
- Městský palác, Biskupská 1752/7, Praha-Nové Město (1893)
- Městský palác, Dlouhá 13-15, Praha-Staré Město (1899)
- Stöhrova vila, Dr. Janského 399, Černošice (konec 19. století)
- Nájemní dvojdům, Holečkova 121 a 123, Praha-Košíře
- Nájemní dvojdům, Plzeňská 104 a 106, Praha-Košíře
- Tři nájemní domy, Plzeňská 55, 57 a 59, Praha-Košíře
- Nárožní nájemní dům, Řeznická 21, Praha-Nové Město
- Městský palác, Štěpánská 27 a 29, Praha-Nové Město
- Neuhauserova vila, Badeniho 2, Praha-Letná (1902, pozdější sídlo Velvyslanectví Izraele v ČR)[5]